# Unione Sportiva Finlocat Fiorenzuola 1922 1989-1990
Questa pagina raccoglie le informazioni riguardanti l'Unione Sportiva Finlocat Fiorenzuola 1922 nelle competizioni ufficiali della stagione 1989-1990.

## Stagione
Nella stagione 1989-1990 il Fiorenzuola disputa il settimo Campionato Interregionale della sua storia.
Come per la stagione precedente la squadra prende il nome dallo sponsor, la società finanziaria Finlocat, appartenente all'orbita della Fininvest.
Per la prima volta da quando milita nella quinta serie nazionale viene confermato l'allenatore della passata stagione, Marco Torresani, mentre entrano nei quadri dirigenziali Adriano Rebuffi, come direttore generale, Riccardo Francani, come direttore sportivo, e Riccardo Bricchi, come vicepresidente.

Un'esultanza del capitano Massimo Pedrazzini

In campionato i rossoneri sono inseriti nel girone A, insieme a squadre piemontesi, liguri e basso-lombarde. In Coppa Italia Dilettanti i valdardesi sono inseriti insieme alle compagini lombarde del proprio girone, Fanfulla, Sant'Angelo e Crema e al Romanese, militante nel girone C.
La prima partita stagionale si gioca alla Dossenina di Lodi e vede i rossoneri pareggiare 1-1 contro il Fanfulla nella prima giornata del girone di coppa. Nelle successive giornate il Fiorenzuola ottiene altri due pareggi e una vittoria all'ultima giornata, decisiva per il passaggio del turno, 3-0 in casa del Crema.
La prima giornata di campionato vede il Fiorenzuola perdere per 3-2 in casa della Valenzana. La giornata successiva, alla prima casalinga, arriva una sconfitta per 1-0 contro la Pegliese. Dopo questo inizio stentato, complici i nuovi innesti di mercato, il Fiorenzuola si riprende ottenendo tre vittorie consecutive. Nonostante il miglioramento del rendimento, all'undicesima giornata Torresani decide di dimettersi. La società pare intenzionata a chiamare Gianni Seghedoni al suo posto, ma anche grazie alle pressioni dei giocatori, alla fine riesce a far ritirare le dimissioni del tecnico.

Spagnuolo, Crippa e Pecorario portano in trionfo mister Torresani al termine della partita Fiorenzuola-Carcarese, che sancisce la promozione in Serie C2 dei rossoneri.

Dopo questo episodio il rendimento dei rossoneri migliora, con cinque vittorie nelle ultime sei giornate del girone d'andata, chiuso al secondo posto ad un punto di distanza dal Bra capolista; in coppa invece il Fiorenzuola viene eliminato totalizzando un solo punto nel girone insieme a Romanese e Pro Lissone.
Dopo una sconfitta alla seconda di ritorno con la Pegliese, il Fiorenzuola prende a marciare con un buon ritmo, restando imbattuto fino a fine stagione. Il 4 febbraio i rossoneri vincono per 2-0 il derby con il Sant'Angelo con reti di Querin e Pedrazzini. Dopo ventotto giornate la classifica vede al comando la Valenzana con 37 punti seguita ad una sola distanza da Fiorenzuola e Vogherese. In occasione della partita vinta per 1-0 in casa dell'Albenga, valida per la trentesima giornata, nasce il primo gruppo organizzato di tifosi rossoneri, gli Ultrà Fiore.
Nonostante due pareggi alla terzultima e alla penultima giornata, i valdardesi arrivano all'ultima giornata al comando della classifica con un solo punto da conquistare per avere la certezza della promozione in Serie C2. Il 6 maggio la partita casalinga con la Carcarese termina 1-1 sancendo la promozione del Fiorenzuola, che torna nell'alveo della Serie C da cui mancava dalla stagione 1947-1948.
Terminato il campionato il Fiorenzuola prende parte al Trofeo Jacinto che mette di fronte le vincitrici dei vari gironi del Campionato Interregionale: inseriti in un girone con Imola e Viareggio, i rossoneri chiudono il girone al secondo posto con sconfitta per 3-0 con i toscani e una vittoria per 4-2 con i romagnoli, venendo così eliminati.
A fine stagione i giocatori più presenti in campionato sono Meani e Ravasi con 34 presenze, mentre il miglior realizzatore è Stefano Pompini con 12 reti in campionato, 2 in Coppa Italia e 1 nel Trofeo Jacinto.

## Organigramma societario
Area direttiva
- Presidente: Antonio Villa
- Vicepresidente: Roberto Bricchi
- Direttore generale: Adriano Rebuffi

Area tecnica
- Direttore sportivo e responsabile del settore giovanile: Riccardo Francani
- Allenatore: Marco Torresani
- Preparatore atletico: Gianni Vercesi

## Rosa
Sono in corsivo i giocatori che hanno lasciato la società durante la stagione.
| N. |                   | Ruolo | Calciatore          |
| -- | ----------------- | ----- | ------------------- |
|    | Italia (bandiera) | P     | Massimo Burgazzi    |
|    | Italia (bandiera) | P     | Massimo Meani       |
|    | Italia (bandiera) | D     | Andrea Albertazzi   |
|    | Italia (bandiera) | D     | Rocco Crippa        |
|    | Italia (bandiera) | D     | Agostino Pecorario  |
|    | Italia (bandiera) | D     | Vincenzo Pellegrini |
|    | Italia (bandiera) | D     | Claudio Pozzi       |
|    | Italia (bandiera) | D     | Giuseppe Ravasi     |
|    | Italia (bandiera) | C     | Dario Cisco         |
|    | Italia (bandiera) | C     | Tiberio Loda        |

| N. |                   | Ruolo | Calciatore                    |
| -- | ----------------- | ----- | ----------------------------- |
|    | Italia (bandiera) | C     | Massimo Pedrazzini (capitano) |
|    | Italia (bandiera) | C     | Armando Quaresmini            |
|    | Italia (bandiera) | C     | Fabio Querin                  |
|    | Italia (bandiera) | C     | Roberto Santini               |
|    | Italia (bandiera) | C     | Fabrizio Spagnuolo            |
|    | Italia (bandiera) | A     | Gianluca Peselli              |
|    | Italia (bandiera) | A     | Stefano Pompini               |
|    | Italia (bandiera) | A     | Corrado Tacchini              |
|    | Italia (bandiera) | A     | Walter Vercesi                |

## Calciomercato

### Sessione estiva
La campagna acquisti estiva del Fiorenzuola è mirata più che altro a rinforzare l'ossatura della stagione precedente della cui rosa restano parecchi giocatori. I nuovi acquisti sono limitati ai due portieri Burgazzi dalla Cremonese e Meani in prestito dal Modena, il centrocampista Cisco dal Giorgione e l'attaccante Pompini dal Reggiolo.
Lasciano il rossonero i due portieri Cantoni e Turchi, diretti a San Rocco e Brescello, il difensore Perotti che passa alla Biellese e i centrocampisti Acquali, al Lumezzane, Benedetti, al Casteggio, Corti, al San Paolo d'Argon, e Della Volpe all'Acri.
| Acquisti | Acquisti         | Acquisti  | Acquisti |
| R.       | Nome             | da        | Modalità |
| -------- | ---------------- | --------- | -------- |
| P        | Massimo Burgazzi | Cremonese |          |
| P        | Massimo Meani    | Modena    | prestito |
| C        | Dario Cisco      | Giorgione |          |
| A        | Stefano Pompini  | Reggiolo  |          |

| Cessioni | Cessioni          | Cessioni          | Cessioni |
| R.       | Nome              | a                 | Modalità |
| -------- | ----------------- | ----------------- | -------- |
| P        | Dario Cantoni     | San Rocco         |          |
| P        | Costante Turchi   | Brescello         |          |
| D        | Claudio Perotti   | Biellese          |          |
| C        | Dario Acquali     | Lumezzane         |          |
| C        | Paolo Benedetti   | Casteggio         |          |
| C        | Giuseppe Corti    | San Paolo d'Argon |          |
| C        | Carlo Della Volpe | Acri              |          |

### Sessione autunnale
Complice una partenza stentata nella sessione autunnale il Fiorenzuola opera una campagna di rafforzamento acquisendo il difensore Pozzi dal Mantova, il centrocampisti Pedrazzini dal Monza e Santini dal Modena.
| Acquisti | Acquisti           | Acquisti | Acquisti |
| R.       | Nome               | da       | Modalità |
| -------- | ------------------ | -------- | -------- |
| D        | Claudio Pozzi      | Mantova  |          |
| C        | Massimo Pedrazzini | Monza    |          |
| C        | Roberto Santini    | Modena   |          |

| Cessioni | Cessioni | Cessioni | Cessioni |
| R.       | Nome     | a        | Modalità |
| -------- | -------- | -------- | -------- |

## Statistiche

### Statistiche di squadra
| Competizione              | Punti | Totale | Totale | Totale | Totale | Totale | Totale | DR  |
| Competizione              | Punti | G      | V      | N      | P      | Gf     | Gs     | DR  |
| ------------------------- | ----- | ------ | ------ | ------ | ------ | ------ | ------ | --- |
| Campionato Interregionale | 45    | 34     | 16     | 13     | 5      | 45     | 23     | +22 |
| Trofeo Jacinto            | 2     | 2      | 1      | 0      | 1      | 4      | 5      | -1  |
| Coppa Italia Dilettanti   |       | 6      | 1      | 4      | 1      | 7      | 5      | +2  |
| Totale                    |       | 42     | 18     | 17     | 7      | 56     | 33     | +23 |

### Statistiche dei giocatori
| Giocatore     | Interregionale | Interregionale | Trofeo Jacinto | Trofeo Jacinto | Coppa Italia Dilettanti | Coppa Italia Dilettanti | Totale   | Totale |
| Giocatore     | Presenze       | Reti           | Presenze       | Reti           | Presenze                | Reti                    | Presenze | Reti   |
| ------------- | -------------- | -------------- | -------------- | -------------- | ----------------------- | ----------------------- | -------- | ------ |
| A. Albertazzi | 21             | 0              | ?              | 0              | ?                       | 0                       | 21+      | 0      |
| D. Cisco      | 22             | 0              | ?              | 0              | ?                       | 1                       | 22+      | 1      |
| R. Crippa     | 23             | 0              | ?              | 0              | ?                       | 0                       | 23+      | 0      |
| T. Loda       | 31             | 0              | ?              | 0              | ?                       | 0                       | 31+      | 0      |
| M. Meani      | 34             | -23            | ?              | -?             | ?                       | -?                      | 34+      | -23+   |
| A. Pecorario  | 29             | 1              | ?              | 1              | ?                       | 0                       | 29+      | 2      |
| M. Pedrazzini | 29             | 10             | ?              | 0              | ?                       | 0                       | 29+      | 10     |
| V. Pellegrini | 2              | 0              | ?              | 0              | ?                       | 0                       | 2+       | 0      |
| G. Peselli    | 24             | 5              | ?              | 1              | ?                       | 1                       | 24+      | 7      |
| S. Pompini    | 31             | 12             | ?              | 1              | ?                       | 2                       | 31+      | 15     |
| C. Pozzi      | 24             | 0              | ?              | 0              | ?                       | 0                       | 24+      | 0      |
| A. Quaresmini | 29             | 3              | ?              | 0              | ?                       | 0                       | 29+      | 3      |
| F. Querin     | 28             | 2              | ?              | 0              | ?                       | 2                       | 28+      | 4      |
| G. Ravasi     | 34             | 3              | ?              | 0              | ?                       | 0                       | 34+      | 3      |
| R. Santini    | 24             | 2              | ?              | 0              | ?                       | 0                       | 24+      | 2      |
| F. Spagnuolo  | 33             | 3              | ?              | 0              | ?                       | 0                       | 33+      | 3      |
| C. Tacchini   | 2              | 0              | ?              | 0              | ?                       | 0                       | 2+       | 0      |
| W. Vercesi    | 18             | 2              | ?              | 1              | ?                       | 1                       | 18+      | 4      |